# Талалаевский, Матвей Аронович
Матвей Аронович Талалаевский (идиш מאָטל טאַלאַלאַיעװסקי‎, 1908—1978) — советский еврейский поэт и писатель, фронтовой корреспондент.

## В начале пути
Матвей (Мордко, Мотл) Талалаевский родился в 1908 году в селе Мохначка Волынской губернии, (ныне Житомирской области, Украина) в бедной многодетной семье; в детстве пас общественное стадо, зарабатывая на кусок хлеба для сестрёнок и братишек, затем, после переезда в 1919 году в Киев, занимался торговлей вразнос. Потом он работает подмастерьем на кондитерской фабрике, откуда его посылают учиться в еврейский Педтехникум, а затем на литературный факультет Киевского института народного образования, который закончил в 1934 году. До 2-й мировой войны работал учителем.

## В годы Великой Отечественной войны
Во время войны был сотрудником фронтовой газеты, прошел путь от Сталинграда до Берлина. После войны вышла книга стихотворений военного времени «Ви а солдат» («По-солдатски», М., 1946), в которой звучит тема Катастрофы и героизма. Совместно с фронтовым коллегой и другом, поэтом З. Кацем выпустил книги очерков и стихотворений на русском языке: «Разведка боем» (1941), «Сталинградские стихи» (1943), «Легенда» (1946), «Солдат и знамя» (1947).

## После войны
В 1949 году была опубликована книга стихотворений Талалаевского на украинском языке «Твои сыновья». В 1947 году написал и опубликовал на идиш стихотворение «Лехаим» и пьесы «Ойфн ганцн лебн» («На всю жизнь») и «Ан орт унтер дер зун» («Место под солнцем»); первая из них была в том же году поставлена на сцене Киевского ГОСЕТа. Входил в состав организационного бюро еврейской секции Союза писателей Украины, публиковал стихи в газете еврейского Антифашистского комитета «Эйникайт» (Москва).

## Репрессии и реабилитация
В годы разгрома еврейской культуры и литературы в Советском Союзе Талалаевский, как и другие деятели еврейской культуры, был арестован (осенью 1951 г. он был репрессирован, приговорён к 10 годам лишения свободы с содержанием в особых лагерях). Срок отбывал в Степлаге. 19 марта 1954 года депутат Верховного Совета СССР, писатель Максим Рыльский после встречи с женой Талалаевского Кларой и его дочерью Ириной обратился  в МВД СССР с просьбой освободить его и Григория Полянкера. 
Во время восстания 16 мая-26 июня 1954 года Талалаевский находился в Кенгире. А. И. Солженицын в «Архипелаге ГУЛАГ» относит М. А. Талалаевского к противникам сопротивления.
Так и в Кенгире всё гнездо благонамеренных (Генкин, Апфельцвейг, Талалаевский, очевидно Акоев, больше фамилий у нас нет...)
 В ноябре 1954-го по письму Рыльского освобождён и полностью реабилитирован. 
После освобождения жил в Киеве.

## Литературная деятельность в 1950-70-х годах
Большим успехом пользовались написанные на украинском языке пьесы Талалаевского «Первые ландыши» (1957) и «На рассвете» (1964); они ставились на украинской сцене. Талалаевский также переводил на украинский язык произведения еврейских писателей, в частности, пьесу М. Даниэля «Дерфиндер ун комедиант: Иоханн Гутенберг» и повесть И. Бухбиндера «Среди волн».
В 1960-70-х годах активно участвовал в работе журнала «Советиш геймланд», где периодически появлялись его стихотворные циклы и прозаические произведения. В стихах последнего десятилетия совершенствовалось поэтическое мастерство Талалаевского. Заметным явлением стал его автобиографический роман «Дер мамес бух» («Материнская книга»; первая публикация в «Советиш геймланд», 1977, № 3-5), в котором описывается жизнь большой еврейской семьи. Роман Талалаевского «Йоршим» («Наследники», опубликован посмертно; «Советиш геймланд», 1979, № 8-10) — продолжение предыдущего. Посмертно (умер в 1978 году в Киеве) опубликован также сборник стихотворений «Ин лебн фарлибт» («Влюбленный в жизнь», М., 1978). В переводе на русский язык изданы две книги стихотворений Талалаевского: «Солнечная осень» (М., 1964) и «Зелёные всходы» (М., 1972).